# Cervelas (musique)
Pour les articles homonymes, voir Cervelas.

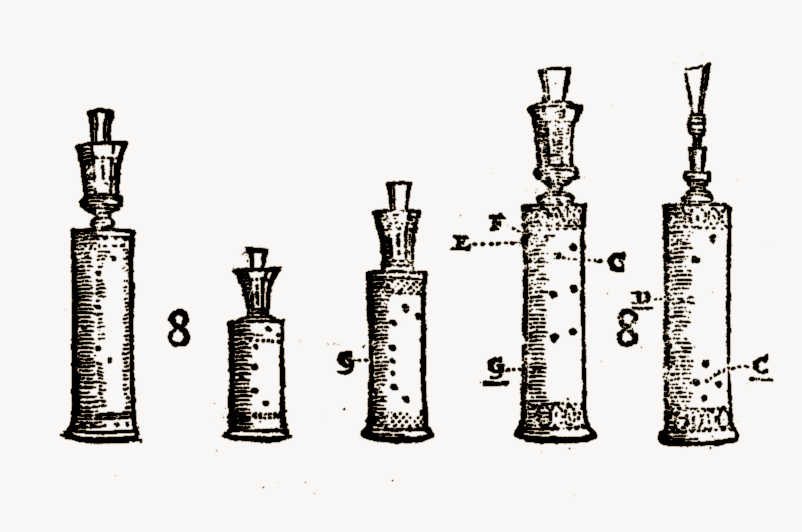
Cervelas dans Syntagma Musicum Theatrum Instrumentorum seu Sciagraphia (1619) de Michael Praetorius.

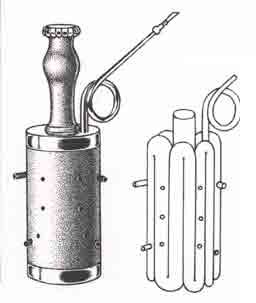

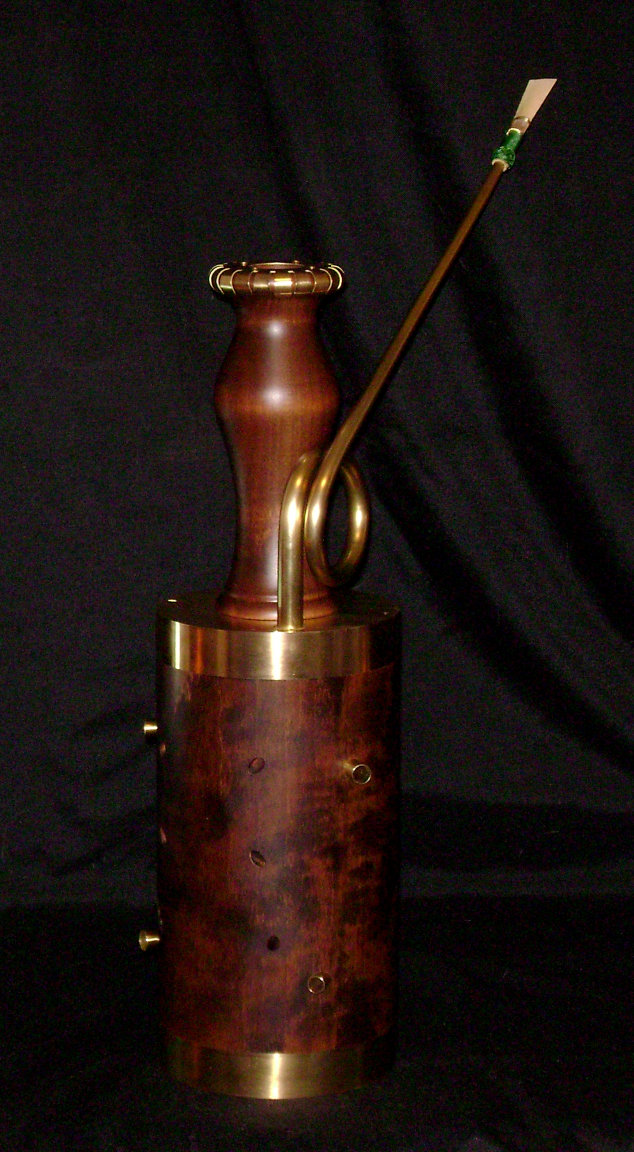
Reproduction d'un cervelas baroque, fabriqué par Moeck Musikinstrumente+Verlag.

En musique, le cervelas ou cervelat ou ranquette (en allemand : Rankett , Wurstfagott ) est un instrument à anche double utilisé à la Renaissance et dans la musique baroque. Introduit à la fin du XVIe siècle, il est déjà remplacé par le basson à la fin du XVIIe siècle. Il est composé d'un long tuyau, relié à une grosse anche double, et replié à l'intérieur d'un petit cylindre de bois percé de huit ou neuf trous (colonnes) cylindriques parallèles, unis deux à deux par des raccords internes (coulisses). De cette manière, on obtient, dans un volume réduit, une colonne d'air très longue permettant d'obtenir un son grave et bourdonnant.

## Une famille d'instruments
Il existe quatre tailles de cervelas, dans une famille allant de discantus (discant ou soprano), ténor-alto, basse à grande basse. Par rapport à leur hauteur, les cervelas sont assez petits (le cervelas discantus ne mesure que 4 pouces de long, mais sa note la plus grave est  sol1, une octave et une quarte parfaite au-dessous du do3 médian). Cela est rendu possible grâce à une construction ingénieuse : le corps se compose d'un cylindre en bois massif dans lequel sont percés neuf trous parallèles. Ceux-ci sont reliés alternativement en haut et en bas, ce qui entraîne un long passage de la colonne d'air cylindrique dans un corps compact afin que l'on puisse porter dans sa poche un instrument qui descendra dans le grave comme un basson moderne.
Cependant, sa construction inhabituelle exige que son doigté soit quelque peu différent des autres bois de l'époque. Il ressemble à l'avant aux sept trous du cromorne et s'harmonise bien avec les flûtes à bec et les cromornes, mais se joue les mains placées côte à côte. Les trous supplémentaires sont couverts par les pouces et la deuxième articulation de l'index afin d'étendre la gamme une quarte au-dessous de l'échelle nominale, comme le curtal. Ainsi, le cervelas discantus est considéré comme étant en do, mais sa gamme couvre une douzième parfaite de sol1 à ré3. Les gammes pour le reste de la famille telles que données par Praetorius sont : ténor-alto, de do1 à sol2 ; basse, de  fa0 à do2 ; grande basse, de ré-1 à la1 ou de do-1 à sol1. La gamme peut être étendue vers l'aigu de plusieurs notes supplémentaires, car le cervelas de la Renaissance produit des harmoniques à la douzième, comme une clarinette. Praetorius a écrit dans le Syntagma Musicum II : « Si un cervelas est bien foré et joué par un bon musicien, il peut être fait pour produire quelques tons en plus. » Les trois cervelas de la Renaissance toujours existants sont présents dans deux collections européennes ; un exemplaire appartient au Musikinstrumenten Museum à Leipzig, et les deux autres sont au Kunsthistorisches Museum à Vienne.
Le modèle de cervelas baroque (développé par le facteur d'instruments à vent de Nuremberg Johann Christoph Denner, 1655-1707) a combiné le concept de perce replié avec un profil d'alésage conique (ou pseudo-conique) ; En substance, c'est un basson sous forme de cervelas. Il comporte dix perces cylindriques parallèles dont les diamètres augmentent successivement pour fonctionner comme un véritable alésage conique et permettent un changement de registre à l'octave supérieur. Un certain nombre de tétines ont été ajoutées, qui sont des extensions de métal tubulaires recouvertes par l'articulation intermédiaire des index ainsi que des petits doigts. La condensation reste habituellement dans la bobine du bocal en laiton amovible, donc il est assez simple de l'expulser pendant les pauses. Malgré ses idiosyncrasies, le cervelas baroque est un instrument polyvalent avec une large gamme de notes et de dynamiques. Avec une anche en roseau appropriée, le cervelas baroque dispose d'une gamme chromatique similaire au basson baroque (sol à si bémol) et, avec son agilité, peut effectuer la plupart des répertoires d'instruments de basse à partir du moment où il était en vogue. Des spécimens existants du cervelas baroque se trouvent au Musikinstrumenten-Museum à Berlin et au Bayerisches Nationalmuseum à Munich.

## Origine
L'inventeur du cervelas est inconnu. La première mention historique se trouve dans les inventaires allemands de Wurtemberg de 1576 (listés comme Raggett) et de l’inventaire de Graz de 1590 (classé comme Rogetten). Les premières peintures de l'orchestre de la Cour de Munich et un cabinet sculpté par Christof Angermair représentent un seul cervelas joué dans un petit orchestre, mêlé à d’autres instruments.
Étymologiquement, comme l'atteste l'ouvrage L'Harmonie universelle (1636) de Marin Mersenne, le cervelas (en italien : cervellato) est un  terme repris de l'italien pour désigner un type de saucisse déjà répandu au XVIe siècle.
Avant la fin du dix-septième siècle, le cervelas avait une perce cylindrique et le roseau était entouré d’une capsule. Le dernier cervelas baroque avait une perce pseudo-conique en expansion et était joué à travers un bocal enroulé inséré dans le haut de l‘instrument. Un pavillon séparé était ajouté pour prolonger la longueur du tube.

## Son
Praetorius a noté : « Dans les sons de la Renaissance, il est assez doux, presque comme si on soufflait à travers un peigne. Ils n'ont aucune distinction particulière lorsqu'un ensemble complet est utilisé, mais lorsque les violes de gambe sont utilisés avec eux ou lorsqu'un cervelas est utilisé avec d'autres instruments à vent ou à cordes, un clavecin ou analogue, et est joué par un bon musicien, c'est vraiment un instrument charmant. C'est particulièrement plaisant et agréable à entendre sur les parties de basse. »
Le cervelas baroque, parfois appelé « basson de poche » ou « basson de saucisse », à l'inverse, sonne beaucoup comme une douçaine ou un basson baroque, et peut facilement se fondre avec le même genre d'instruments d'ensemble - les violes de gambe, les cornets à bouquin, les claviers historiques, les flûtes à bec baroques et petits orchestres baroques.

## Jeu d'orgue
Le Rankett est un jeu d'orgue allemand.